# Cyrtoneurina monstrata
Cyrtoneurina monstrata är en tvåvingeart som först beskrevs av Wulp 1896.  Cyrtoneurina monstrata ingår i släktet Cyrtoneurina och familjen husflugor. Inga underarter finns listade i Catalogue of Life.